# Mercedes-Benz EQB
De Mercedes-Benz EQB is een elektrische SUV. Het voertuig wordt gemaakt door autoproducent Mercedes-Benz uit Duitsland. De auto is sinds 2022 leverbaar in Nederland.

## Specificaties
Gegevens van de '250'-uitvoering.

### Vervoer
De auto biedt standaard zeven zitplaatsen, waarvan vier geschikt zijn voor Isofix-kinderzitjes. Er is standaard 495 liter kofferbakruimte, die uitgebreid kan worden tot maximaal 1710 liter. De auto heeft dakrails, maar er is geen daklast toegestaan, en het voertuig is verder ook niet voorzien van een trekhaak.

### Accu
De auto heeft een 69,7 kWh grote tractiebatterij waarvan 66,5 kWh bruikbaar is. Dit resulteert in een WLTP-gemeten actieradius van 474 km, wat neerkomt op 345 km in de praktijk. De accu is actief gekoeld. Het accupakket heeft een nominaal voltage van 367 V.

### Opladen
De accu van de auto kan standaard worden opgeladen via een Type 2-connector met laadvermogen van 11 kW door gebruik van 3-fase 16 ampère, waarmee de auto in 7,25 uur van 0 % naar 100 % geladen kan worden. Bij gebruik van een snellader met een CCS-aansluiting kan een laadsnelheid van maximaal 113 kW worden bereikt, waarmee de auto in minimaal 29 minuten van 10 % naar 80 % geladen kan worden, wat neerkomt op een snellaadsnelheid van 500 km/u.

### Prestaties
De elektronische aandrijflijn van de auto kan 140 kW of 190 pk aan vermogen leveren, waarmee de auto met 385 Nm koppel in 9,2 seconden kan optrekken van 0 naar 100 km/u. De maximale snelheid die bereikt kan worden is ongeveer 160 km/u.

## Galerij

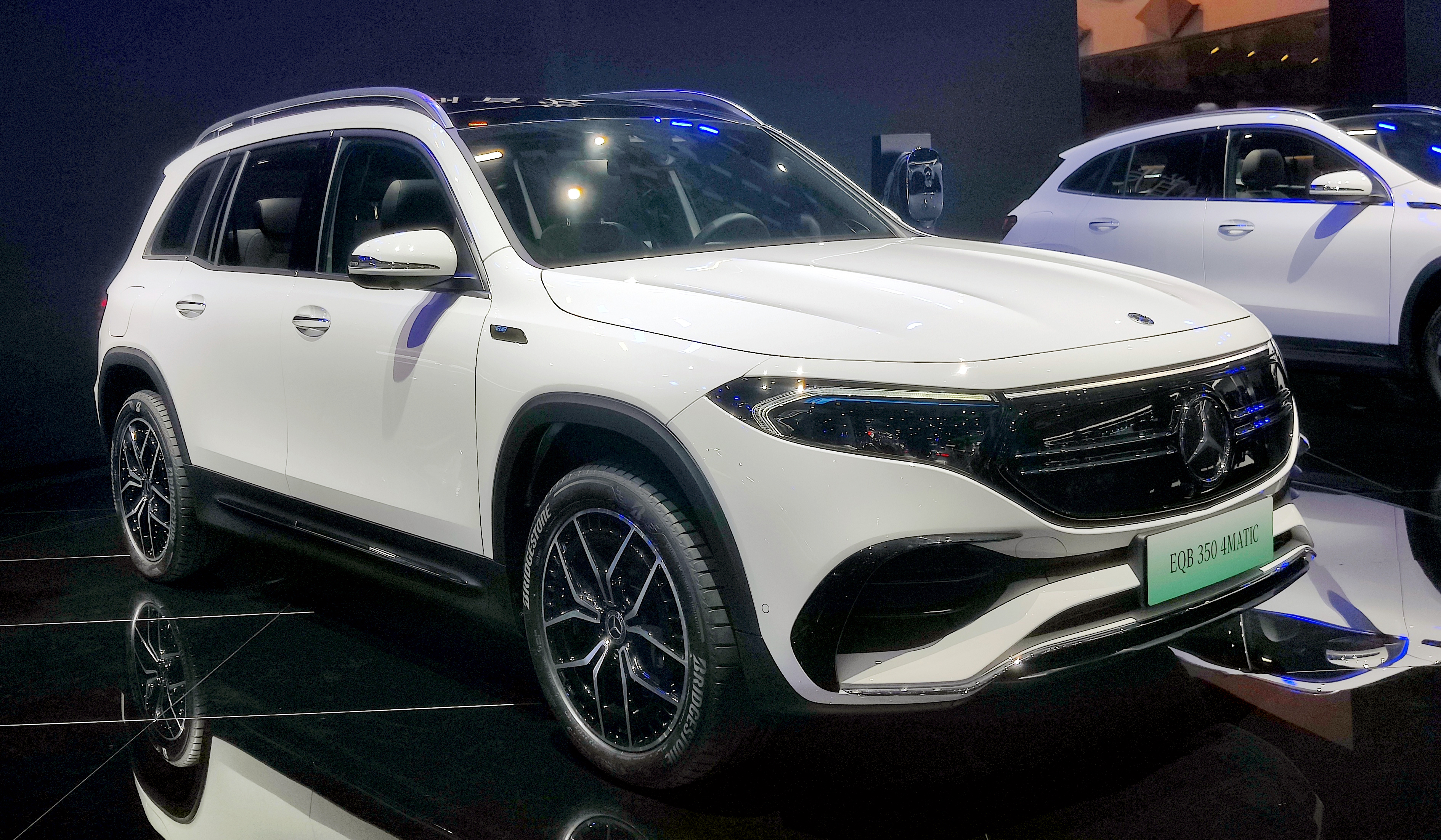
Voorzijde
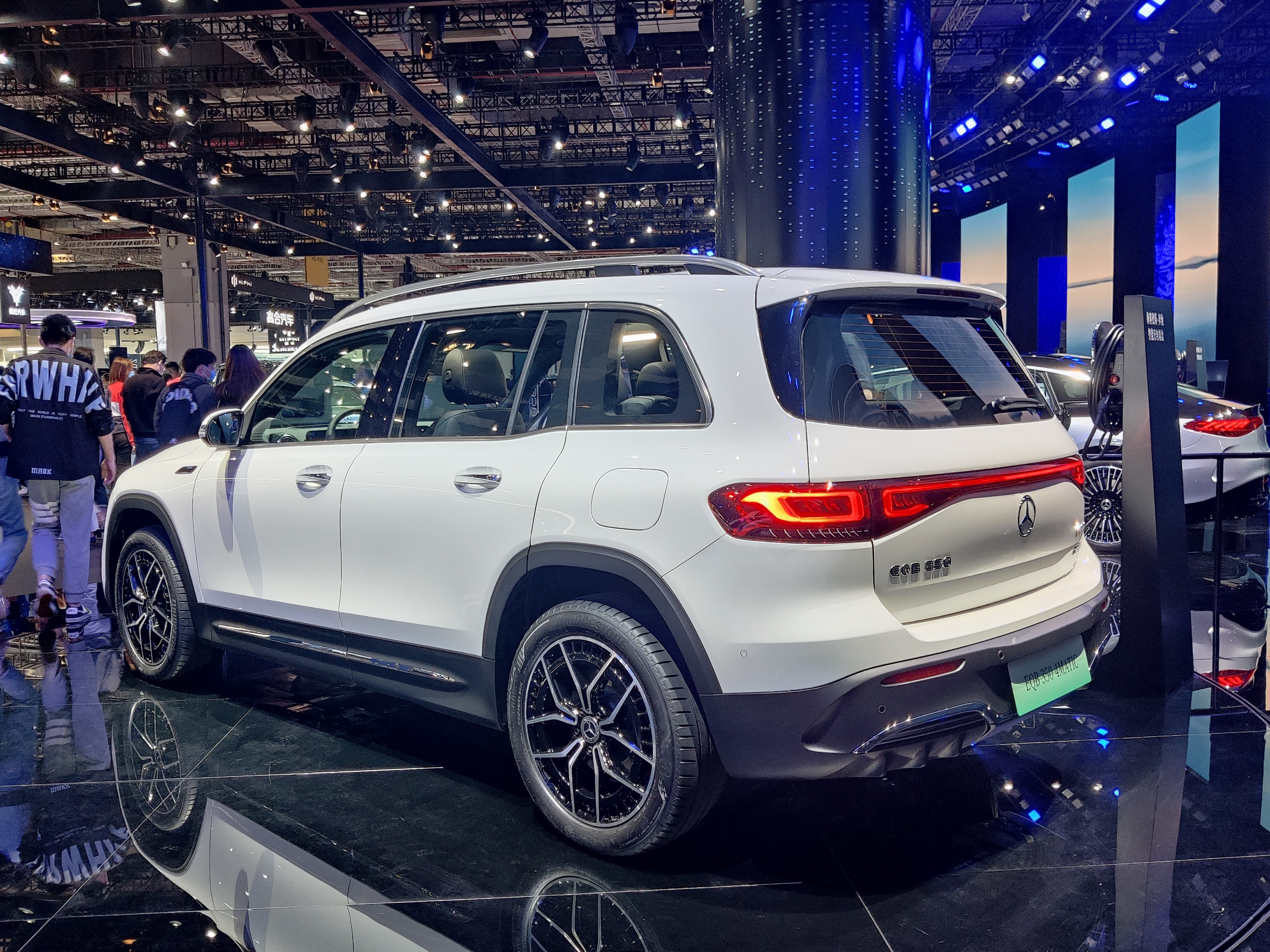
Achterzijde
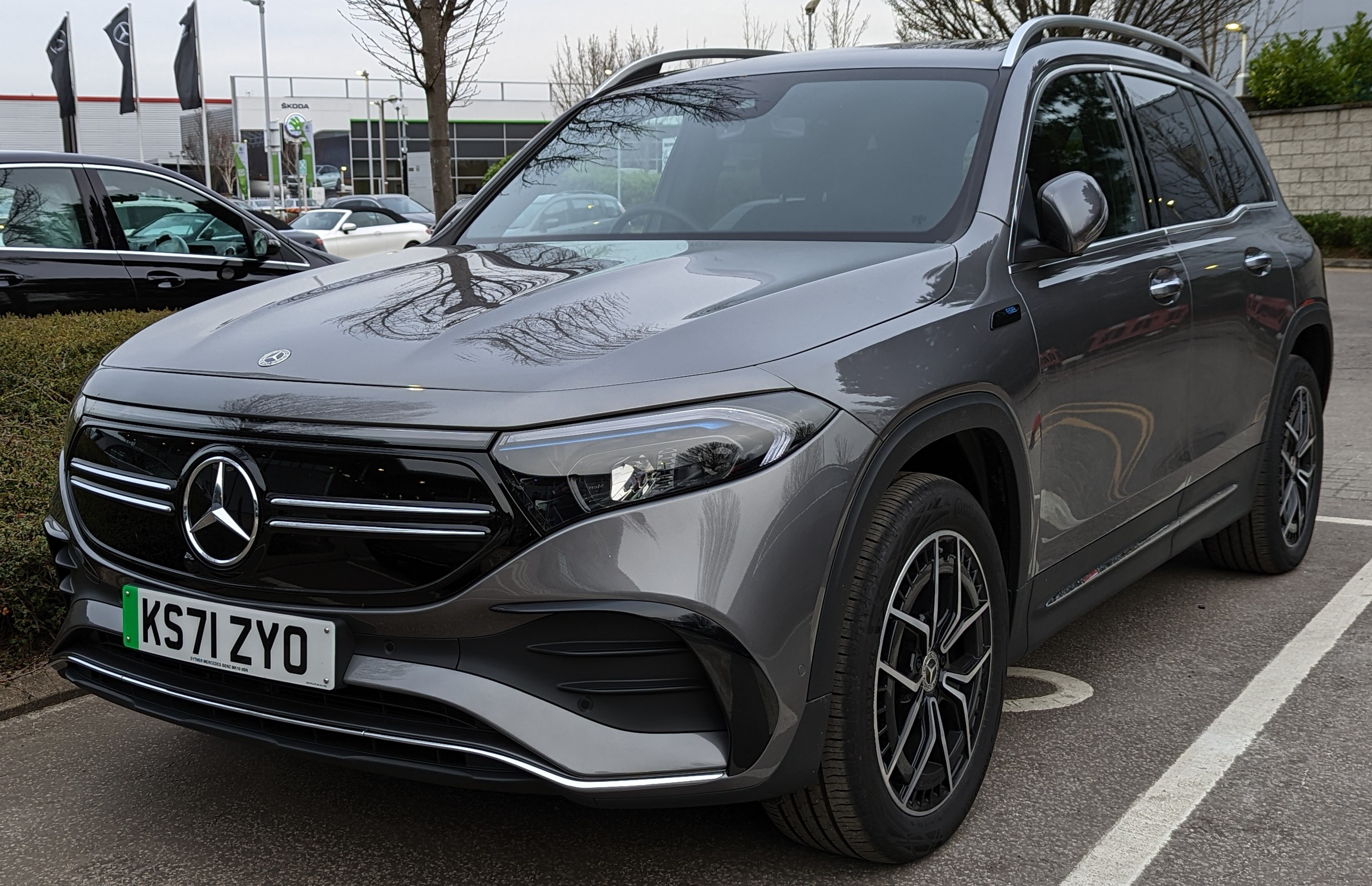
EQB 350 AMG-versie, voorzijde
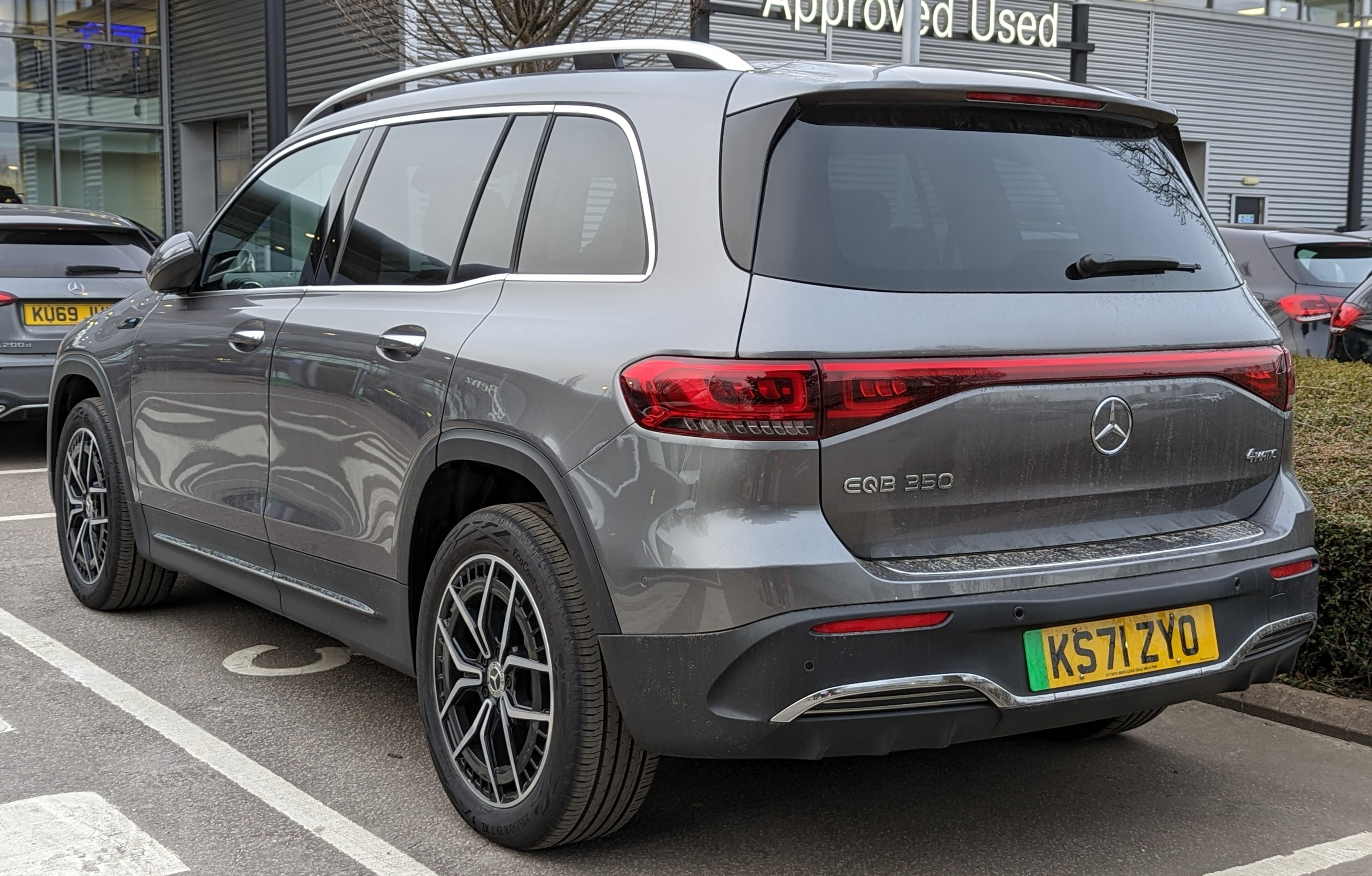
EQB 350 AMG-versie, achterzijde